# Імператор Тюай
Імператор Тю́ай (яп. 仲哀天皇, ちゅうあいてんのう, тюаі тенно; ? — 8 березня 200) — 14-й Імператор Японії, синтоїстське божество. Роки правління: 11 лютого 192 — 8 березня 200. Згадується в «Кодзікі» і «Ніхон сьокі». Є першим монархом, який зійшов на трон і не був сином попереднього імператора. 
Старший син принца Ямато Такеру і Футадзі Ірігімі. Замолоду звався Тарасі-накацухіко. Імператор Сейму призначив його спадкоємцем, оскільки власний син імператора помер. Відомий тим, що його столиця була на Кюсю, а не в Ямато, як у його попередників. Його палац спочатку був розташований на північному березі Сімоносекської протоки, а потім на півнчі Кюсю — відомий як палац Касії.
Проводив політику зі зміцнення центральної влади над місцевою знаттю. Здійснив успішний похід проти кумасо. Помер від якоїсь хвороби чи отруєння. За легендами події, що привели до смерті імператора, підлягали тлумаченню, оскільки вони пов’язані з мстивим камі, який опосередковано вбив імператора. Ця подія нібито сталася після того, як Тюай зневажливо висміяв прохання камі виступити проти держави Сілла на Корейському півострові.. 
Записи стверджують, що у Тюая була старша дружина на ім’я Окінага-тарасі-хіме-но-мікото і 2 дружини, які народили йому 4 дітей.